# Bacskai József
Bacskai József (Geszteréd, 1960. augusztus 12. –) magyar mérnök, közgazdász, diplomata, helyettes államtitkár.

## Pályafutása
Nyíregyházán, a Vásárhelyi Pál Építőipari és Vízügyi Szakközépiskolában érettségizett 1978-ban, majd a Leningrádi Építőmérnöki Intézetben (ma: Szentpétervári Állami Építészeti és Építőmérnöki Egyetem) szerzett építő hadmérnöki diplomát 1984-ben. Hazatérve a Honvédelmi Minisztérium Közületi Beruházó Vállalatnál kezdett dolgozni főmérnökként, majd költségvetési osztályvezető lett. Munka mellett, 1986-1988 között végezte el a Marx Károly Közgazdaságtudományi Egyetemet 1992-ben a HM-ből az Állami Számvevőszékhez került számvevőként. 1994-től Moszkvában a kereskedelmi képviselet főkönyvelőjeként dolgozott, ahol 1996-tól 2000-ig képviseletvezető-helyettes volt. 2001-ben került a Külügyminisztériumba, ahol 2008-ig számviteli és gazdálkodási vonalon dolgozott, utóbb főosztályvezetőként.
2008-ban rendkívüli követté és meghatalmazott miniszterré nevezték ki, majd ugyanebben az évben került a beregszászi konzulátusra, amit 2010-ig vezetett főkonzuli címmel, majd átkerült az ungvári főkonzulátusra aminek 2015-ig volt a vezetője - szintén főkonzulként. Hazatérése után, 2015-ben nevezték ki a Külgazdasági és Külügyminisztérium gazdasági ügyekért felelős helyettes államtitkárává, ekként a világszerte működő közel másfél száz képviselet gazdálkodásának felügyelete is feladatai közé tartozik.
2021-től ismét Magyarország ungvári főkonzuljává nevezték ki.
Oroszul beszél, házas, két lánya van. 

## Díjai
- 2011: A Magyar Érdemrend tisztikeresztje polgári tagozata[3]
- 2021: A Magyar Érdemrend parancsnoki keresztje